# Eupithecia denticulata
Eupithecia denticulata là một loài bướm đêm trong họ Geometridae.